# Grebs (Kloster Lehnin)
Grebs ist ein Ortsteil der Gemeinde Kloster Lehnin im Landkreis Potsdam-Mittelmark (Land Brandenburg). Der Ort war bis 2002 eine selbständige Gemeinde.

## Geographie
Grebs liegt in der historischen brandenburgischen Landschaft der Zauche etwa sechs Kilometer nordwestlich von Lehnin, dem Verwaltungssitz der Gemeinde Kloster Lehnin. Es grenzt im Norden an Prützke, im Osten an Netzen und über eine sehr kurze Strecke an Nahmitz, im Süden an Michelsdorf (alle genannten Orte sind Ortsteile der Gem. Kloster Lehnin) sowie im Süden an Oberjünne (Ortsteil der Gem. Planebruch) und im Südwesten und Westen an die Gemeinde Golzow.
Die Gemarkung von Grebs grenzt in der nordwestlichen Ecke an den Görnsee. Der Ort wird durch die Bundesautobahn 2 (Berlin-Hannover), die auf Stelzen südlich der Kirche quer durch den alten Ortskern führt, in zwei Teile geteilt. Am Nordende des früheren Ortskern führt von West nach Ost die Landesstraße 88 durch den Ort. Es war früher die Verbindungsstraße zwischen dem Kloster Lehnin und der Stadt Brandenburg an der Havel. Die Bebauung hat sich seit dem 19. Jahrhundert vor allem entlang der L 88 nach Westen, und auch nach Osten ausgedehnt. Im Süden erfuhr der Ort eine Erweiterung entlang der Verbindungsstraße nach Michelsdorf.
Der südliche Teil der Gemarkung ist überwiegend mit Wald bewachsen, die sogenannte Grebser Heide. In der Grebser Heide liegt der 77,7 m hohe Raue Berg.

## Geschichte
Grebs ist bzw. war ursprünglich von der Dorfstruktur her ein Nord-Süd-verlaufendes Straßenangerdorf mit einem recht weiten Anger. Der Anger ist mit zum Teil recht alten Linden gesäumt; die ältesten Bäume stammen aus dem Ende des 19. Jahrhunderts.
Der Ort wurde im Jahre 1306 erstmals, allerdings nur indirekt, als Grebticz urkundlich erwähnt. Er gehörte schon vor 1351 der Familie v. Rochow. Die Rochow’schen Güter waren 1414 vom Kurfürsten eingezogen worden und erst 1417 wieder an die v. Rochows zurückgegeben worden. 1578 kamen zunächst Teile des Ortes in andere Hände, 1664 wurden die letzten Rochow’schen Anteile im Dorf verkauft. Nach Reinhard E. Fischer, Brandenburgisches Namenbuch, S. 66, kommt der Name wahrscheinlich von einer polabischen Grundform *Greb'-sk- graben, scharren, oder einem Substantiv *greb = Grab. Weniger wahrscheinlich ist die Ableitung von einer polabischen Grundform *Grab-sk- = Hagebuche.
| Jahr | Einwohner |
| ---- | --------- |
| 1772 | 165       |
| 1801 | 256       |
| 1817 | 184       |
| 1837 | 281       |
| 1858 | 349       |
| 1871 | 403       |
| 1885 | 419       |
| 1895 | 420       |
| 1905 | 420       |
| 1925 | 468       |
| 1939 | 500       |
| 1946 | 612       |
| 1964 | 482       |
| 1971 | 425       |
| 1981 | 401       |
| 1991 | 379       |
| 2001 | 604       |
| 2008 | 624       |

„Greptzik sunt 60 mansi, quorum plebanus habet 1½, schultetus habet 6, et tenetur ad equum pheudalem, pro quo dat ½ marcam. Ad pactum quilibet 6 modios siliginis et 6 modios avene; ad censum quilibet et ad precariam 5 solidos. Cossati sunt 5, quilibet dat 1 solidum prefecto. Supremum et infimum iudicium habent predicti R(ochow). Schulze, Landbuch, S. 219“

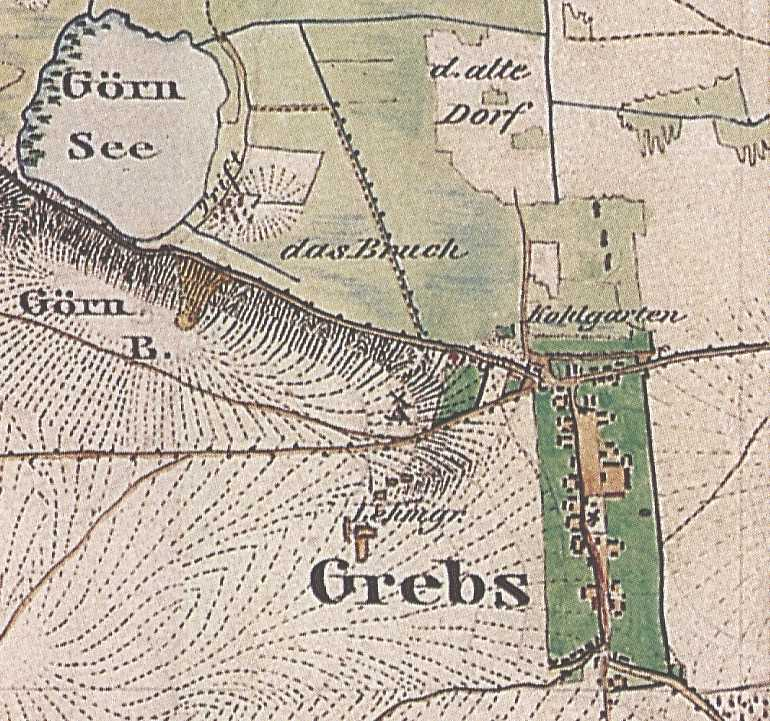
Grebs auf dem Urmesstischblatt 3641 Göttin von 1842

1375 hatte der Ort 60 Hufen, der Pfarrer 1½ Freihufen und der Lehnschulze 6 Hufen. Der Schulze  musste anstatt des Lehnpferdes 1 Mark (Silber) bezahlen. Jede Hufe gab an jährlicher Pacht 6 Scheffel Roggen und 6 Scheffel Hafer. An jährlicher Zins und Bede waren 5 Schillinge pro Hufe zu entrichten. Es wohnten fünf Kossäten im Dorf; von diesen bezahlte jeder einen Schilling jährlich an den Schulzen. Die Gerichte standen den v. Rochow zu. 1451 waren nur noch 33½ Hufen bewirtschaftet; im Dorf wohnte nur noch ein Kossäte. Vermutlich wurden auch die bewirtschafteten Hufen als Schafweide genutzt, da als einzige Bewohner des Dorfes nur „die Schäfer“ genannt werden. Das Dorf wurde aber wieder besiedelt. 1541 wurden bei der Visitation des Dorfes 48 Kommunikanten gezählt. Bis 1608 hatten die v. Broesigke in Grebs einen Rittersitz errichtet. 1624 wohnten 12 Hufenbauern, drei Kossäten, ein Hirte, ein Laufschmied, ein Paar Hausleute und ein Hirtenknecht in Grebs. die Bauern bewirtschafteten 53 Hufen, der Pfarrer hatte 1½ Hufen. Der Dreißigjährige Krieg traf den Ort sehr hart. 1652 hatte der Ort nur noch fünf männliche Bewohner, vier Hufenbauern und ein Kossäte. 1669 hatte der Ortsherr 25 Hufen, für die kein Bauer gefunden werden konnte zum Rittergut gezogen. Allerdings erbrachten diese Hufen anscheinend nur einen geringen Ertrag („nicht 5 Hufen wert“) und wurden dem Ortsbesitzer von Abgaben befreit. 1682/3 hatte der Ort 23 Sandhufen, davon wurden 6½ vom Rittergut bewirtschaftet. Immerhin gab es wieder zwei Kossätenhöfe im Ort. 1745 wohnten wieder 13 Bauern und drei Kossäten in Grebs. 1772 gab es 12 Bauern, 12 Kossäten und einen Schmied im Ort. 1801 wurden genannt: 12 Bauern, ein Lehnschulze, drei Ganzkossäten, 14 Büdner, vier Einlieger, eine Schmiede, ein Krug, eine Windmühle und eine Försterei, insgesamt 43 Feuerstellen. Die Windmühle stand am Ende der (heutigen) Straße Am Mühlenberg, aber etwa 50 m nördlich des Weges in den Feldern. Insgesamt hatte die Gemarkung 53 Bauernhufen. 1837 wurden neben dem Rittergut 45 Wohnhäuser gezählt. 1858 hatte das Dorf 4 öffentliche Gebäude, 48 Wohnhäuser und 68 Wirtschaftsgebäude, darunter eine Getreidemühle. Im Gutsbezirk waren es 5 Wohnhäuser und 6 Wirtschaftsgebäude. Im Jahr 1900 war Dorf und Gut auf 88 Häuser gewachsen. In Grebs war die Herstellung von Holzpantinen ein wichtiges Gewerbe. 1900 entstand nördlich der Kirche auf dem Dorfanger die Dorfschule. In dieser Zeit gehörte auch der 1885 noch selbständige Gutsbezirk Tanne zum Gutsbezirk Grebs. 1909 wurden Gemeindebezirk und Gutsbezirk Grebs zur Gemeinde Grebs vereinigt. Das Vorwerk Tanne kam zum Gutsbezirk Gollwitz. 1930 wurde die Schule unter Einbeziehung des Vorgängerbaus stark erweitert. 1931 gab es im Ort 98 Wohnhäuser mit 116 Haushaltungen. 1936 wurde die Autobahn 2 eröffnet, die auf Stelzen über den Dorfanger hinweg führt. Im Zuge der Bodenreform wurden 1946 210,43 ha enteignet und aufgeteilt. 13,5 ha gingen an 11 Landarbeiter, 63,9 ha an 16 Buern, 76,7 ha an nichtlandwirtschaftliche Arbeiter, Angestellte und Handwerker, 35,7 ha an die VdgB und 18 ha an die Gemeinde. 1954 wurde die erste LPG Typ III gegründet. 1957 hatte sie bereits 10 Mitglieder und 96 ha landwirtschaftliche Nutzfläche. 1960 hatte diese LPG 85 Mitglieder und 373 ha Nutzfläche. Daneben hatte sie noch eine LPG vom Typ I gegründet, die 27 Mitglieder hatte und 119 ha Nutzfläche. Sie wurde nach 1963 an die LPG Typ III angeschlossen.

### Politische Geschichte
Grebs liegt in der historischen Landschaft der Zauche. Aus der Landschaft entwickelte sich im Laufe des 16./17. Jahrhunderts der Zauchische Kreis, der 1816 mit dem früher kursächsischer Amt Belzig zum Kreis Zauch-Belzig vereinigt wurde. Der Ort war bis 1872 in Adelsbesitz, danach in Gemeindebezirk und Gutsbezirk geteilt und erst 1928 zu einer Gemeinde vereinigt. Bei der Kreisgebietsreform 1952 in der DDR wurde dieser Kreis aufgelöst, die Gemeinde Grebs kam zum Kreis Brandenburg-Land. 1992 schloss sich Grebs mit 12 anderen Gemeinden zum Amt Lehnin zusammen. 1993 entstand aus dem Kreis Belzig und dem Kreis Brandenburg-Land der neue brandenburgische Kreis Potsdam-Mittelmark. Die meisten Gemeinden des Amtes Lehnin schlossen sich 2002 zur neuen, amtsfreien Gemeinde Kloster Lehnin zusammen. Seither ist Grebs ein Ortsteil der Gemeinde Kloster Lehnin. Ortsbürgermeister ist Willi Insel.

### Kirchliche Geschichte
Die Kirche in Grebs war ursprünglich Mutterkirche (Pfarrhufen!). Um 1450 war sie aber bereits Tochterkirche von Netzen (bis 1970).

## Sehenswürdigkeiten und Denkmale

### Baudenkmale
Die Denkmalliste des Landes Brandenburg für den Landkreis Potsdam-Mittelmark verzeichnet für Grebs zwei Baudenkmale, in der Liste der Baudenkmale in Kloster Lehnin sind für Grebs drei Baudenkmale aufgeführt.
- Dorfkirche. die Kirche wurde in der zweiten Hälfte des 19. Jahrhunderts erbaut. Es handelt sich um einen neugotischen Backsteinbau mit einer Glocke von 1594.

- Wohnhaus, Görnseestraße 11.

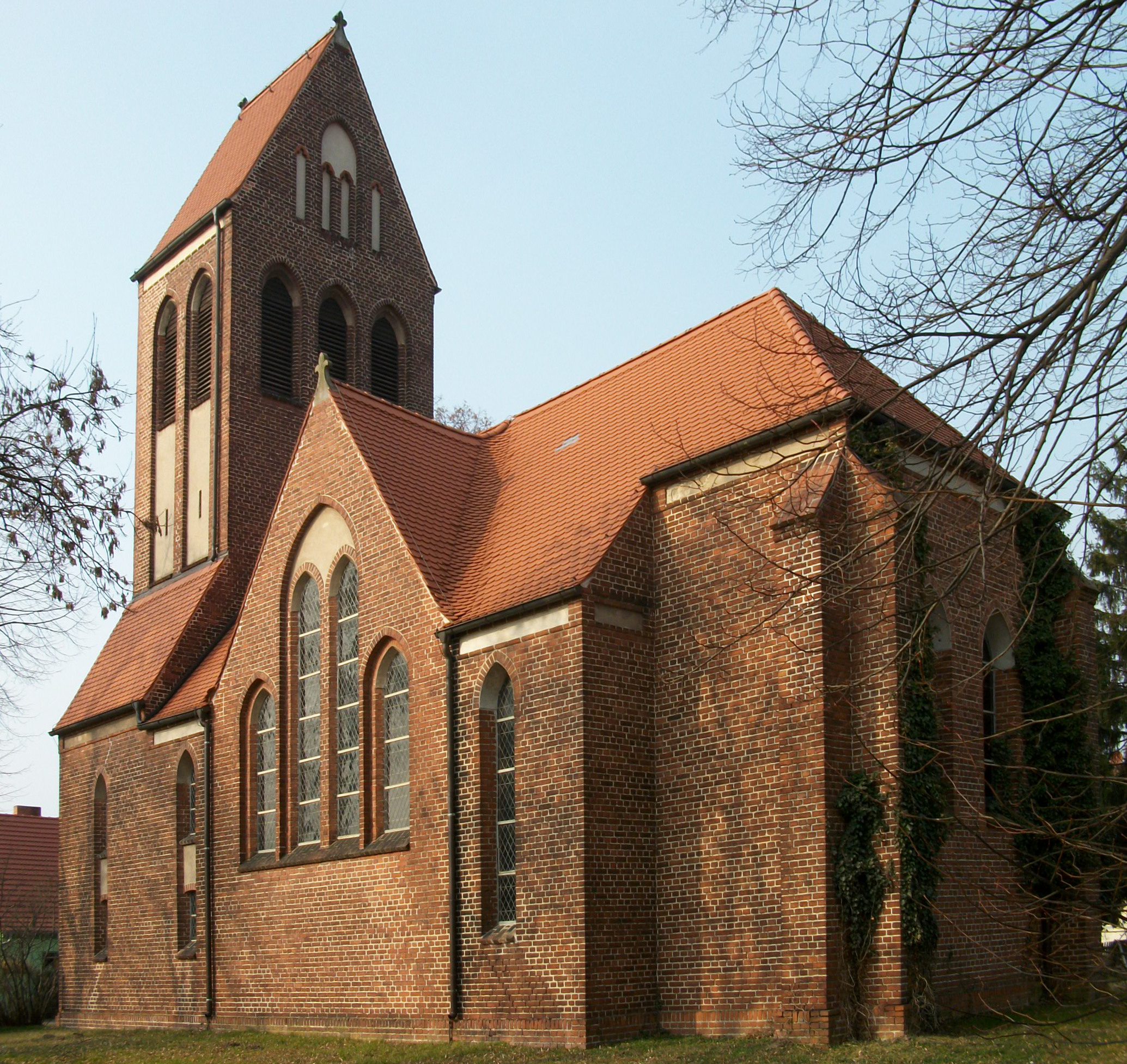
Dorfkirche in Grebs

Kein eingetragenes Baudenkmal, aber durchaus sehens- und besuchenswert ist das Heimatmuseum „Historischer Dreiseitenhof“ (Dorfanger 12).

### Naturdenkmale
Auf der Gemarkung sind zwei Naturdenkmale ausgewiesen:
- „Friedens-Eiche“ (Stieleiche, Quercus robur)
- Lindenallee (23 Exemplare von Tilia sp.)

## Sonstiges
Durch den Ort fahren die Busse des Verkehrsverbundes Berlin-Brandenburg mit der Linie 553 und verbinden Grebs so mit Brandenburg und der Gemeinde Kloster Lehnin. Für die Jungeinwohner gibt es die Kindertagesstätte „Sonnenkäfer“.